# كيجيرو فوجييوشي
كيجيرو فوجييوشي (باليابانية: 藤吉 皆二朗) (11 يناير 1992 في طوكيو في اليابان – )؛ هو لاعب كرة قدم ياباني سابق كان يلعب كحارس مرمى.

## وصلات خارجية
- كيجيرو فوجييوشي على موقع رابطة كرة القدم اليابانية للمحترفين (اليابانية)